# Bni Garfett
Bni Garfett  (in arabo بني كرفط‎?) è un centro abitato e comune rurale del Marocco situato nella provincia di Larache, regione di Tangeri-Tetouan-Al Hoceima. Conta una popolazione di 12 994 abitanti (censimento 2014).